# Sharat Chandra Chattopadhyay

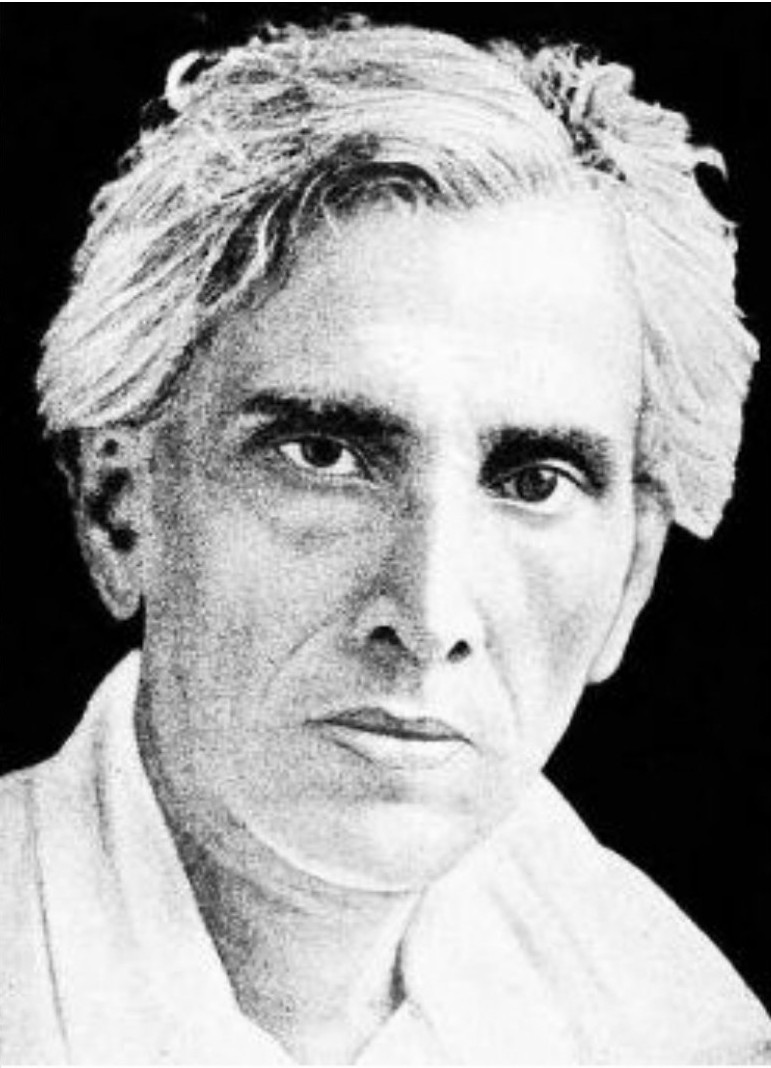
Sharat Chandra Chattopadhyay

Sharat Chandra Chattopadhyay ⓘ (auch kurz Chatterjee; Bengalisch: শরত্চন্দ্র চট্টোপাধ্যায়, Śaratcandra Caṭṭopādhyāẏ; * 15. September 1876 in Debanandapur; † 16. Januar 1938 in Kolkata) war ein bengalischer Autor des frühen 20. Jahrhunderts. Seine Werke zeigen die Gesellschaft des ländlichen Bengalen. Er thematisierte unter anderem soziale Unterdrückung und Aberglaube.

## Leben
Sharat Chandra wuchs im Distrikt Hugli in Armut auf. Er begann um 1900 zu schreiben und erhielt 1903 eine niedere Beamtenstellung bei Burma Railways Company in Rangun. Obwohl er bereits zahlreiche Geschichten verfasst hatte, wurde er erst nach 1913 zu einem bekannten und beliebten Autor. Seine Romane schildern das Leben verarmter bengalischer Kleinbürger, die, gefangen in ihren eigenen Vorurteilen, ein Leben in sozialer Härte und nationaler Unterdrückung leben. Dabei stehen häufig Frauen im Mittelpunkt seiner Erzählungen. Zu den bekanntesten gehören Baradidi (1913), Charitrahin (1917), Shrikanta (4 Bände, 1917, 1918, 1927, 1933), Grihadaha (1919) und Pather Dabi (1926).
Seine Werke haben zahlreiche Verfilmungen erfahren, insbesondere Debdas (1917) und Parinita (1914).